# Cheumatopsyche arizonensis
Cheumatopsyche arizonensis är en nattsländeart som först beskrevs av Yong Ling 1938.  Cheumatopsyche arizonensis ingår i släktet Cheumatopsyche och familjen ryssjenattsländor. Inga underarter finns listade i Catalogue of Life.